# ゴシックMB101

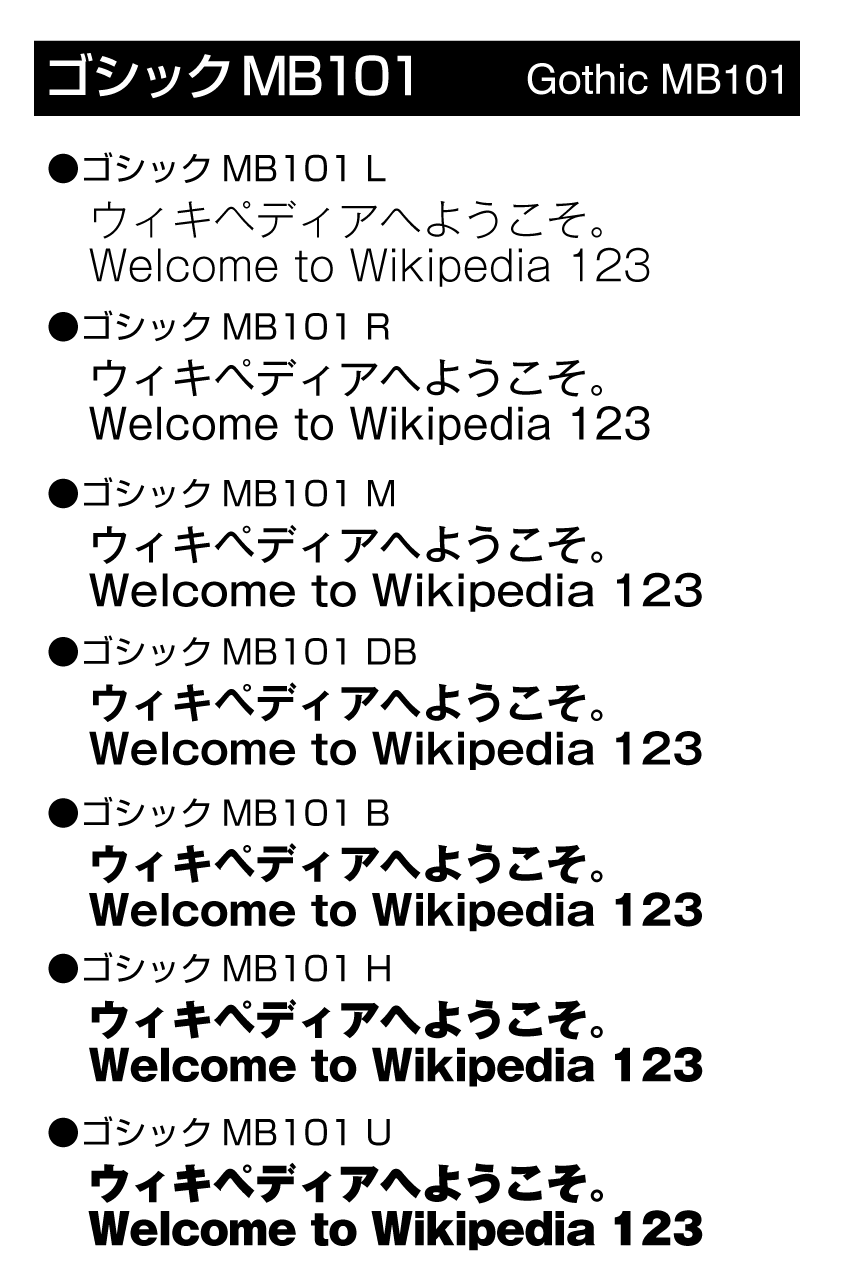
書体見本

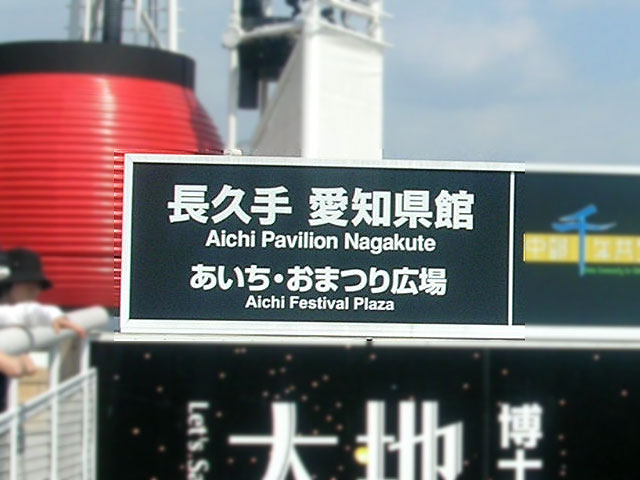
使用例。「長久手 愛知県館」の部分がゴシックMB101、「あいち・おまつり広場」の部分は新ゴ。（愛・地球博 長久手会場にて）

ゴシックMB101（ゴシックエムビイいちまるいち）は、モリサワのゴシック体およびそのフォント製品。

## 概要
1974年に写植用書体「見出ゴシック体MB101」としてリリースされた。写植全盛期の広告デザインには、力強くインパクトのある極太ゴシック体としてゴナUが多用されたが、「極太ゴシック体=ゴナU」という認識に一石を投じる形で「見出ゴシック体MB101」に続いて、さらにウエイトの太い「特太見出ゴシック体MBU101」（1989年）、そしてその中間ウエイトにあたる「特太見出ゴシック体MBH101」（1991年）がリリースされた。デザイン上の特徴としては、ゴナのような幾何学的ラインのみですっきりと構成されたモダンゴシック体に対し、旧来のゴシック体の雰囲気を残した手書き風の運筆と特徴的な「角立て」「突き出し」を維持しながら極太ゴシックを実現し、風格と力強さを表現した点にある。後にDTP対応のデジタルフォントとしてリリースされる際に「ゴシックMB101」B/H/Uと名称が変わり、2004年には細いウエイトとして、L/R/M/DBが登場したことで、本文等にも使えるようになった。広告・出版分野では写植時代から慣れ親しまれた書体である。

## ファミリー
- ゴシックMB101 L - 2004年
- ゴシックMB101 R - 2004年
- ゴシックMB101 M - 2004年
- ゴシックMB101 DB - 2004年
- ゴシックMB101 B（見出ゴシック体MB101） - 1974年
- ゴシックMB101 H（特太見出ゴシック体MBH101） - 1991年
- ゴシックMB101 U（特太見出ゴシック体MBU101） - 1989年